# Grand Prix Rakouska 2002
Grand Prix Rakouska 2002 (německy Große Preis von Österreich 2002) se konala 12. května 2002 na okruhu A1 Ring ve Spielbergu. Byla šestým závodem Formule 1 v roce 2002.
- 12. květen 2002
- Okruh A1 Ring
- 71 kol x 4,326 km = 307,146 km
- 686. Grand Prix
- 58. vítězství Michaela Schumachera

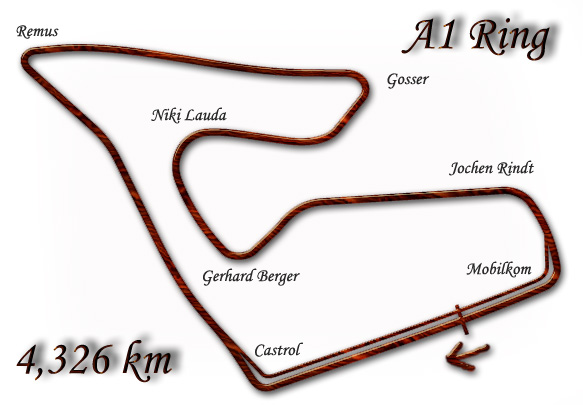
Schéma okruhu

- 149. vítězství pro Ferrari

## Výsledky
| Pozice | Jezdec                | Vůz             | Čas         |
| ------ | --------------------- | --------------- | ----------- |
| 1      | Michael Schumacher    | Ferrari F2002   | 1h33:51,562 |
| 2      | Rubens Barrichello    | Ferrari F2002   | á 0:00:182  |
| 3      | Juan Pablo Montoya    | Williams FW24   | á 0:17:730  |
| 4      | Ralf Schumacher       | Williams FW24   | á 0:18:448  |
| 5      | Giancarlo Fisichella  | Jordan EJ12     | á 0:49:965  |
| 6      | David Coulthard       | McLaren MP 4/17 | á 0:50:672  |
| 7      | Jenson Button         | Renault R202    | á 0:52:229  |
| 8      | Mika Salo             | Toyota TF102    | á 1:09:425  |
| 9      | Allan McNish          | Toyota TF02     | á 1:09:718  |
| 10     | Jacques Villeneuve    | BAR 004         | á 1 kolo    |
| 11     | Mark Webber           | Minardi PS02    | á 1 kolo    |
| 12     | Heinz-Harald Frentzen | Arrows A23      | á 2 kola    |
| Kolo   | Odstoupili            | -               | -           |
| 45     | Jarno Trulli          | Renault R202    | Tlak paliva |
| 43     | Alex Yoong            | Minardi PS02    | Motor       |
| 38     | Eddie Irvine          | Jaguar R3       | Hydraulika  |
| 28     | Nick Heidfeld         | Sauber C 21     | Havárie     |
| 28     | Takuma Sató           | Jordan EJ12     | Havárie     |
| 23     | Olivier Panis         | BAR 004         | Motor       |
| 7      | Felipe Massa          | Sauber C 21     | Zastavení   |
| 6      | Kimi Räikkönen        | McLaren MP 4/17 | Motor       |
| 2      | Enrique Bernoldi      | Arrows A23      | Havárie     |
| 1      | Pedro de la Rosa      | Jaguar R3       | Akcelerator |

### Nejrychlejší kolo
- Michael SCHUMACHER Ferrari 	1'09.298 - 224.734 km/h

### Vedení v závodě
- 1-61 kolo Rubens Barrichello
- 62 kolo Michael Schumacher
- 63-70 kolo Rubens Barrichello
- 71 kolo Michael Schumacher

### Postavení na startu
| 1. řada  | 1                     | 2                  |
|          | Rubens Barrichello    | Ralf Schumacher    |
|          | Ferrari               | Williams           |
|          | 1'08,082              | 1'08,364           |
| 2. řada  | 3                     | 4                  |
|          | Michael Schumacher    | Juan Pablo Montoya |
|          | Ferrari               | Williams           |
|          | 1'08,704              | 1'09,118           |
| 3. řada  | 5                     | 6                  |
|          | Nick Heidfeld         | Kimi Raikkonen     |
|          | Sauber                | McLaren            |
|          | 1'09"129              | 1'09"154           |
| 4. řada  | 7                     | 8                  |
|          | Felipe Massa          | David Coulthard    |
|          | Sauber                | McLaren            |
|          | 1'09,228              | 1'09,335           |
| 5. řada  | 9                     | 10                 |
|          | Olivier Panis         | Mika Salo          |
|          | BAR                   | Toyota             |
|          | 1'09,561              | 1'09,661           |
| 6. řada  | 11                    | 12                 |
|          | Heinz-Harald Frentzen | Enrique Bernoldi   |
|          | Arrows                | Arrows             |
|          | 1'09,671              | 1'09,723           |
| 7. řada  | 13                    | 14                 |
|          | Jenson Button         | Allan McNish       |
|          | Renault               | Toyota             |
|          | 1'09,780              | 1'09,818           |
| 8. řada  | 15                    | 16                 |
|          | Giancarlo Fisichella  | Jarno Trulli       |
|          | Jordan                | Renault            |
|          | 1'09,901              | 1'09,980           |
| 9. řada  | 17                    | 18                 |
|          | Jacques Villeneuve    | Takuma Sato        |
|          | BAR                   | Jordan             |
|          | 1'10"051              | 1'10"058           |
| 10. řada | 19                    | 20                 |
|          | Pedro de la Rosa      | Eddie Irvine       |
|          | Jaguar                | Jaguar             |
|          | 1'10"533              | 1'10"741           |
| 11. řada | 21                    | 22                 |
|          | Mark Webber           | Alex Yoong         |
|          | Minardi               | Minardi            |
|          | 1'11,388              | 1'12,336           |
| -------- | --------------------- | ------------------ |

- 107% : 1'12"847

### Zajímavosti
- Mika Salo nastoupil k 100. GP
- Michael Schumacher stál počtyřicáté na 3. místě na startu.
- Michael Schumacher se stal vítězem jen díky týmové režii, kdy mu těsně před cílem musel jeho stájový kolega Rubens Barichello na pokyn týmu přepustit vedoucí místo v závodě.